# Villar y Velasco
Villar y Velasco ist ein Ort und eine zentralspanische Gemeinde (municipio) mit nur noch 76 Einwohnern (Stand: 2024) im Norden der Provinz Cuenca in der Autonomen Region Kastilien-La Mancha. Villar y Velasco gehört zur Kulturlandschaft der Alcarria und der von einem anhaltenden Bevölkerungsschwund betroffenen Serranía Celtibérica. Die Gemeinde besteht aus den Ortschaften Villar del Maestre und Cuevas de Velasco, die 1976 zusammengeschlossen wurden. 

## Lage und Klima
Villar y Velasco liegt auf der Westseite des Iberischen Gebirges in einer Höhe von ca. 980 m. Die Provinzhauptstadt Cuenca befindet sich gut 31 km (Fahrtstrecke) ostsüdöstlich. Das Klima im Winter ist gemäßigt, im Sommer dagegen warm bis heiß; die eher geringen Niederschlagsmengen (ca. 534 mm/Jahr) fallen – mit Ausnahme der nahezu regenlosen Sommermonate – verteilt übers ganze Jahr.

## Bevölkerungsentwicklung
| Jahr      | 1981 | 1991 | 2001 | 2011 | 2021 |
| Einwohner | 196  | 172  | 123  | 99   | 71   |

Aufgrund der Mechanisierung der Landwirtschaft, der Aufgabe bäuerlicher Kleinbetriebe und des daraus resultierenden Verlusts von Arbeitsplätzen auf dem Lande ist die Einwohnerzahl der Gemeinde seit der Mitte des 20. Jahrhunderts stark rückläufig (Landflucht).

## Sehenswürdigkeiten
- Kirche Mariä Himmelfahrt in Cuevas de Velasco
- Ägidienkirche in Villar de Maestre

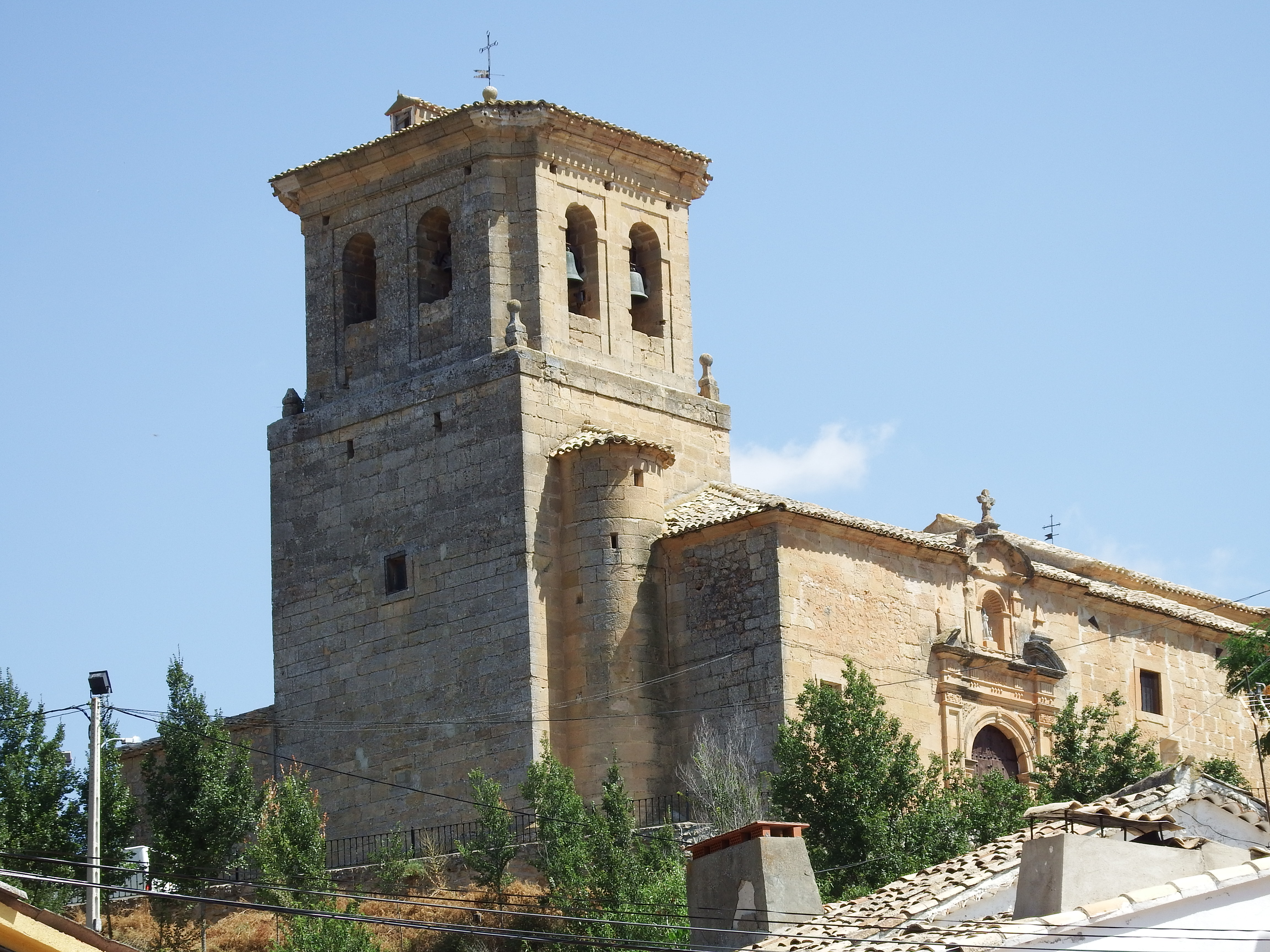
Ägidienkirche
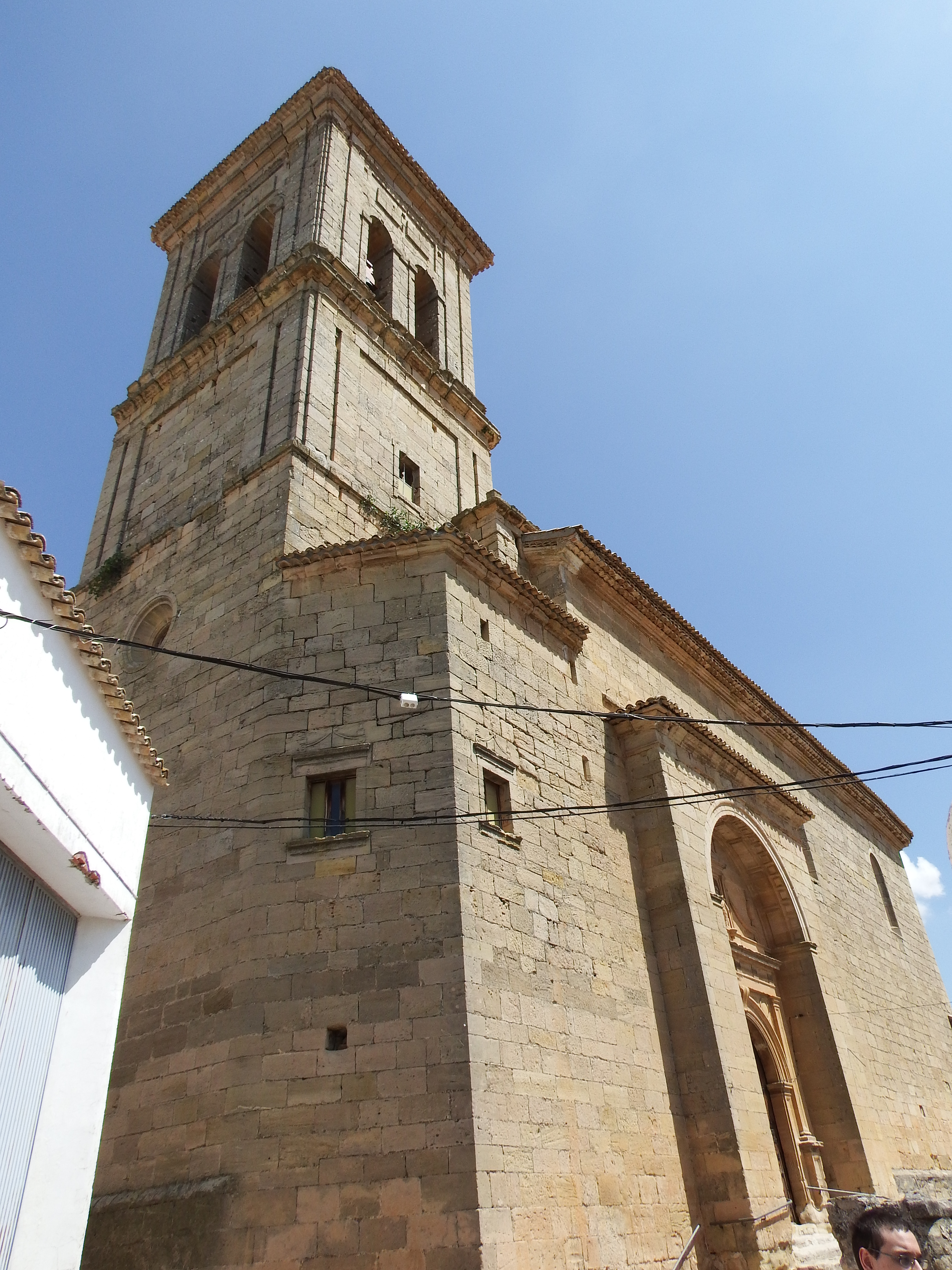
Kirche Mariä Himmelfahrt
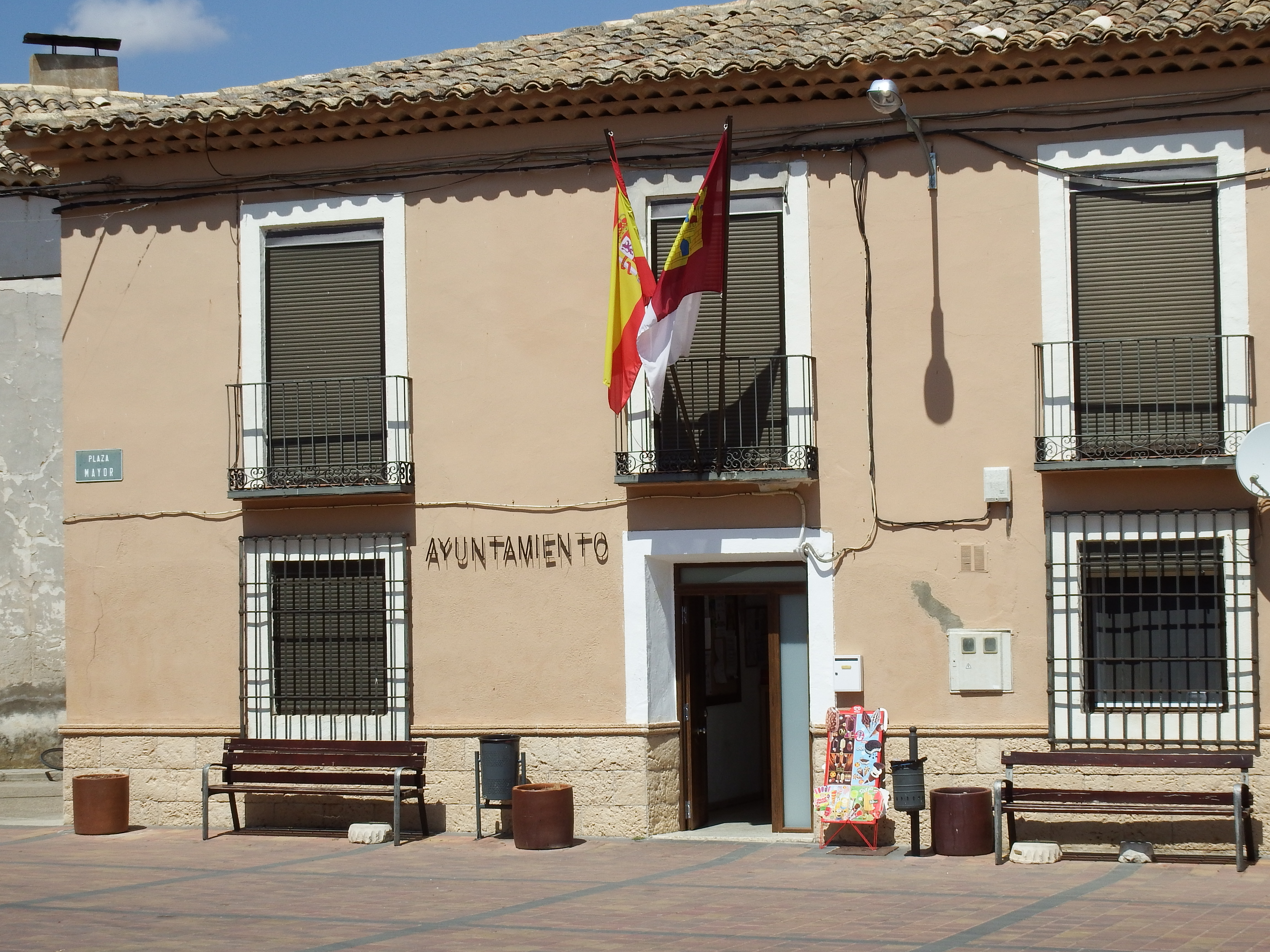
Rathaus